# Порт-Муди
Порт-Муди (англ. Port Moody) — город в провинции Британская Колумбия (Канада), часть агломерации Большой Ванкувер, центр металлургической, химической и нефтеперерабатывающей промышленности, глубоководный грузовой порт. Основан в 1859 году как лагерь военных инженеров; толчок дальнейшему развитию дала Канадская тихоокеанская железная дорога, конечным западным пунктом которой Порт-Муди был с 1879 по 1887 год. Статус города получил в 1913 году, согласно переписи населения 2016 года население составляло 33,5 тысячи человек.

## География
Порт-Муди располагается на юге провинции Британская Колумбия на внутреннем побережье залива Беррард, в 20 км на восток от Ванкувера и в часе езды автомобилем на север от канадско-американской границы. Порт-Муди, входящий в агломерацию Большой Ванкувер, представляет собой часть региона, известного как Трай-Ситиз, куда вместе с ним входят муниципалитеты Кокуитлам и Порт-Кокуитлам. С 1960 года — глубоководный грузовой порт, доступ крупных океанских судов к которому осуществляется через бухту Ванкувер.
Площадь города по данным на 2021 год25,85 км². Среди маршрутов общественного транспорта, соединяющих Порт-Муди с другими населёнными пунктами Ванкуверской агломерации — лёгкое метро SkyTrain, пригородная железнодорожная сеть West Coast Express, а также автобусные сети Translink и CMBC (Coast Mountain Bus Company).

## История
До прихода в регион европейцев южное побережье залива Беррард населяли племена, относящиеся к приморской салишской языковой ветви: саанич, ковичан, нанаимо, хомалко, сешельт, тсаввассем, сквамиш и мусквиам. Два последних племени, согласно традиции, в летний сезон приходили в район современного Порт-Муди, где разбивали лагеря в устьях местных рек и ручьёв, занимаясь охотой и сбором моллюсков на зиму.
В 1858 году в долине реки Фрейзер началась золотая лихорадка, привлёкшая в этот регион тысячи старателей. Одним из её результатов стал стремительный рост города Нью-Уэстминстера — административного центра колонии. Это в свою очередь обусловило необходимость в строительстве дороги между этим населённым пунктом и заливом Беррард, которая обеспечила бы возможность быстрой доставки военных грузов и войск при нападении с юга. Эта задача была возложена на отряд королевских инженеров под командованием полковника Ричарда Муди, в честь которого в 1859 году и получил имя новый посёлок. В его районе получили земельные наделы некоторые из сапёров команды Муди, и посёлок начал расти. Один из сапёров, получивших наделы у залива Беррард, Джон Маррей, вскоре стал владельцем половины собственности в посёлке, и в его честь и честь его сына названы многие улицы Порт-Муди, включая центральную улицу Сент-Джон-стрит.
В 1879 году Порт-Муди был официально выбран как западный терминал планируемой Канадской тихоокеанской железной дороги (CPR). В 1883 году, с прибытием первой партии строительных материалов, в регионе начался экономический бум, включая крупномасштабные земельные спекуляции. Первый пассажирский поезд из Монреаля прибыл в Порт-Муди 4 июля 1886 года. Первоначально планировалось, что Порт-Муди станет крупнейшим городом в западной части Канады, но его географическое положение на узкой равнине между срезом воды и горами оставляло мало места для расширения, и руководство CPR приняло решении о продлении железнодорожной линии ещё на несколько километров на запад — до Ванкувера. Терминал в Ванкувере открылся уже в 1887 году, и бум в Порт-Муди вскоре закончился, а его население оставалось на уровне 250 человек следующие 20 лет.
Несмотря на то, что Порт-Муди потерял значение как конечный пункт CPR, он по-прежнему играл важную роль как перевалочный пункт в торговле шёлком, который доставляли в Канаду с Дальнего Востока. Порт-Муди обслуживал крупные грузовые парусники, приходившие из Азии. В начале 1900-х годов началось его развитие как промышленного центра. В 1905 году открылась лесопилка, обеспечивавшая работой 150 человек — в основном иммигрантов из Азии. Примерно в это же время начали работу первые нефтеперерабатывающие заводы, крупнейшим из которых стал в 1915 году комбинат Imperial Oil, основанный рядом с Порт-Муди в 1915 году. В 1913 году Порт-Муди официально получил статус города (англ. city), и его первым мэром стал владелец лесопилки Перри Ро.
После Второй мировой войны Порт-Муди, как многие другие города Северной Америки, начал расширяться географически, и большая часть его населения сосредоточилась в спальных районах. До 1950 года деревообрабатывающая промышленность оставалась основой экономики города, но затем в нём были построены трубопрокатный завод, несколько предприятий химической промышленности и крупный нефтеперерабатывающий комбинат. К 1960 году было закончено строительство глубоководного порта, оснащённого автоматизированной погрузочно-разгрузочной техникой и специализирующегося на транспортировке серы и этиленгликоля.

## Население и администрация
Согласно переписи населения 2021 года, в Порт-Муди на тот момент проживал 33 535 человек — за пять лет, прошедших с предыдущей переписи, количество жителей практически не изменилось. Плотность населения составляла почти 1300 человек на квадратный километр. Средний возраст жителей в 2016 году равнялся 40,7 года, медианный — 41,6 года. 16,5 % жителей составляли дети и подростки в возрасте до 14 лет включительно, 14 % — люди пенсионного возраста (65 лет и старше).
В 2021 году около 63 % жителей Порт-Муди в возрасте 15 лет и старше состояли в официальном или незарегистрированном браке. Средний размер статистической семьи составлял 2,9 человека. В более чем 6200 семьях из примерно 10 тысяч были дети, живущие с родителями (в среднем по 1,7 ребёнка на семью), почти в четверти случаев в таких семьях был родитель-одиночка. Средний размер домохозяйства — 2,6 человека, чуть менее чем в четверти случаев домохозяйство состояло из одного человека.
Лишь 65 % жителей Порт-Муди в 2021 году были уроженцами Канады. Из жителей-иммигрантов более половины прибыли в страну в период между 2001 и 2021 годами. Наиболее значительными диаспорами в городе были китайская (в том числе выходцев из Гонконга), корейская, британская, американская и филиппинская. Чуть более чем для 2/3 населения родным был один из двух государственных языков Канады (как правило английский). Другими распространёнными родными языками были севернокитайский, кантонский, корейский, персидский (в первую очередь западноперсидский) и испанский.
Четверть жителей старше 21 лет в 2021 году имели среднее образование, чуть более четверти — среднее специальное или высшее образование (колледж) без академической степени и почти 40 % — академическую степень от бакалавра и выше. Среди трудоспособного населения в возрасте от 25 до 64 лет включительно доля людей с академической степенью приближалась к 50 %. Значительные группы населения имели финансово-экономическое, инженерное или медицинское образование.
В городской совет входят мэр, шесть депутатов совета и два попечителя школьного образования. В 2018 году мэром был выбран Роб Ваграмов.

## Экономика и культура
Экономика Порт-Муди, на протяжении большей части истории бывшего центром тяжёлой промышленности, постепенно смещается в сторону постпромышленного хозяйства. Всё большее количество жителей занято в сфере услуг, торговли (в том числе оптовой) и лёгкой промышленности. Значительные группы населения занимаются искусством и декоративными ремёслами, благодаря чему Порт-Муди позиционирует себя как «Город искусств». Среди постоянно действующих культурных центров в городе — Театр залива (англ. Inlet Theatre), Центр искусств в историческом здании мэрии и железнодорожный музей, основанный в 1905 году. В Порт-Муди регулярно проводятся фестиваль искусств и фестиваль канадского кино.
По данным на 2020 год, 69 % из жителей Порт-Муди в возрасте 15 лет и старше входили в пул трудоспособного населения. Уровень безработицы составлял 7,1 %, более 80 % трудоустроенного населения были наёмными работниками, остальные занимались частным предпринимательством. Основными сферами занятости были сфера торговли и услуг, бизнес, финансы и администрация, менеджмент, а также сфера образования, юриспруденция и государственные службы.
Медианный доход на душу населения в 2015 году приближался к 51,6 тысячи долларов, после вычета налогов — 46 тысяч для жителей старше 15 лет. Средний уровень дохода был выше, составляя 68,8 и 55,6 тысячи соответственно. Медианный доход на домохозяйство до налогов составлял 115 тысяч долларов, после налогов — 99 тысяч, на экономическую семью — 135 и 116 тысяч соответственно.